# Walka klas (miesięcznik)
Walka klas – miesięcznik wydawany w latach 1884–1887 w Genewie. Był pismem I Proletariatu. Zajmował się tematami politycznymi oraz teoretyką marksizmu. Założycielem oraz redaktorem pisma był Stanisław Mendelson.